# Wokaliza
Wokaliza (łac. vocalis „samogłoska”) – rodzaj śpiewu, polegający na wykonywaniu melodii na jednej samogłosce (najczęściej a). Może służyć jako ćwiczenie wokalne, a także być częścią utworu muzycznego (np. Vocalise Siergieja Rachmaninowa).
Termin ten bywa także używany dla określenia prawidłowej artykulacji głosek w śpiewie; dotyczy to zwłaszcza samogłosek.
Wokaliza w śpiewaniu jazzowym scat – instrumentalny sposób traktowania głosu, polegający na śpiewaniu linii melodycznych (solo instrumentalne) bez użycia konkretnych słów, np. bi-bop, ta-ra, ta-ka itp.
Mistrzowie scatu to najczęściej wokaliści jazzowi: Louis Armstrong, Ella Fitzgerald, Al Jarreau, Kurt Elling, a w muzyce dance Scatman John. W Polsce: Anna Serafińska, Janusz Szrom, Urszula Dudziak, Halina Frąckowiak, Karolina Glazer i Marian Lichtman.